# Donald George Mackay
Donald George Mackay CBE (* 29. Juni 1870 in Yass, New South Wales, Australien; † 17. September 1958 im Gebiet des Sutherland Shire bei Sydney, ebenda) war ein bedeutender Entdeckungsreisender in Australien und war einer der ersten, der den australischen Kontinent mit dem Fahrrad umrundete.

## Frühes Leben
Donald Mackay war der Sohn schottischer Eltern; sein Vater hieß Alexander Mackay, Besitzer einer Viehzuchtstation in Australien, und seine Mutter Annie, geborene Mackenzie. 
Unterrichtet wurde er in der  Wallendbeen Public School und Oaklands School in Mittagong. Nachdem sein Vater verstorben war, erbte er und konnte deshalb über ein Auskommen verfügen, das ihm ermöglichte, in den Jahren 1890–1899 durch die Welt zu reisen und sich als Goldsucher im Westen von New South Wales zu versuchen.
Im Juli 1899 verließen er und Alec und Frank White Brisbane, um auf dem Fahrrad Australien zu umrunden. Alec gab auf. Donald Mackay und Frank White kamen nach 240 Tagen im März 1900 wieder in Brisbane an. Sie hatten in einer Rekordzeit eine Strecke von etwa 17.700 km zurückgelegt.
Am 16. April heiratete er Amy Isabel Little.

## Entdeckungsreisen
1908 führte und finanzierte Mackay eine Expedition nach Papua-Neuguinea um den Purari River zu erkunden. Anschließend segelte er auf einer Jacht durch den Pazifik und kam nach Neuseeland und in das Gebiet von Niederländisch-Indien.
1926 finanzierte und begleitete Mackay die erste der zahlreichen Expeditionen von Herbert Basedow und erreichte die Petermann Ranges und im Jahr 1928 das Arnhem Land. In den Jahren 1930, 1933, 1935 und 1937 betreute Mackay die Erkundung Zentralaustraliens, das mit Flugzeugen im Auftrag des Commonwealth erkundet wurde. Im Verlauf der ersten Erkundung entdeckte ein Flugzeug einen großen See, der später von der Regierung nach ihm Lake Mackay benannt wurde. Ferner landeten am 17. Juni 1930 im Rahmen der Erkundungen erstmals Flugzeuge am Uluṟu.

## Persönlichkeit
Donald Mackay wurde im Juli 1933 in der britischen Presse wegen seines Umgangs mit den Aborigines kritisiert. 
Ausgezeichnet wurde er in den Jahren 1934 (OBE) und 1937 (CBE) mit dem Order of the British Empire. 
Mackay war körperlich kräftig und muskulös, ferner bekannt für seine Großzügigkeit und Führungsqualitäten. Mackay wurde im hohen Alter als „the last Australian explorer“ (deutsch: „der letzte australische Entdecker“) bezeichnet. Er starb im Alter von 88 Jahren.